# Jacques Vernier
Jacques Vernier   (Baiona, 22 de novembre de 1946 - Quetigny, 3 de març de 2018) fou un comerciant i pilot de motociclisme francès que va guanyar un Campionat de França de motocròs (1969) i un d'enduro (1976). A banda, el 1975 va guanyar la primera edició de l'Enduro de Le Touquet amb una OSSA. Casat amb Lysiane Seurat, filla de l'empresari i promotor Marcel Seurat, el 1971 es va associar amb el seu sogre per a formar la SMVS (Société de mécanique Vernier-Seurat), una societat que esdevingué la importadora d'OSSA a França.

## Biografia
Conegut familiarment com a Jacky, Vernier es va formar com a torner. De jove, el seu pare li va regalar una Jawa de carretera de 350 cc, però a Vernier l'atreia el motocròs i el practicava amb una antiga Ariel de 500 cc. El 1966 va debutar en competició i va obtenir la seva primera victòria en una gimcana parroquial. El 1967 va acabar segon al Campionat de França Police-Armée de motocròs i va guanyar el trofeu d'iniciació d'aquesta modalitat. El 1969 va ser Campió de França de 500cc amb una ČZ.
Més tard, va decidir passar a competir en enduro i el 1975 en fou subcampió de França, un títol que va guanyar l'any següent. També el 1975 va guanyar l'Enduro de Le Touquet inaugural per davant de Joël Queyrel. Vernier es va imposar als 286 participants amb una OSSA Desert de 250 cc de l'equip de Marcel Seurat, el seu soci. Habitual d'aquesta cursa, Vernier hi va participar vuit vegades seguides entre el 1975 i el 1982. Força anys després, el 2009, a 62 anys d'edat, hi va tornar a prendre la sortida com a aficionat, però, esgotat i paralitzat, va haver d'abandonar després de dues hores de cursa.
Un cop retirat de les competicions, Vernier va fundar la botiga "Brigitte Moto" al número 108 de l'avinguda Roland Carraz de Chenôve, a la Costa d'Or de la Borgonya-Franc Comtat. Mort a Quetigny el 3 de març del 2018, a 71 anys, el funeral tingué lloc el 8 de març a Dijon i fou enterrat al cementiri de Saint-Claude de Besançon.